# Michel Rolle

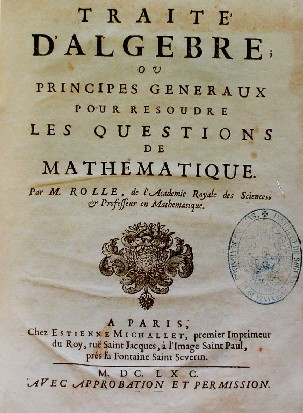
Michel Rolle Traité d'algèbre című értekezésének fedőlapja, 1690

Michel Rolle (Ambert, 1652. április 21. – Párizs, 1719. november 8.) francia matematikus. Leginkább arról ismert, hogy 1691-ben leírta a később róla elnevezett Rolle-tétel első változatát, az egyváltozós valós együtthatójú polinomok esetére. Ő vezette be a ma használatos jelölést egy valós x szám n-edik gyökére:  {\displaystyle {\sqrt[{n}]{x}}}

## Élete
Egy auvergne-i kereskedő fiaként látta meg a napvilágot. 1675-ben Párizsba költözött, ahol 1685-től csillagászattal, 1699-től geometriával foglalkozott. Miután 1682-ben megoldotta a Jacques Ozanam által felvetett problémák egyikét, Jean-Baptiste Colbert évjáradékban részesítette.
Rolle kritikusan állt hozzá a differenciál- és integrálszámításhoz. 1702-ben volt egy vitája ebben a témában Joseph Saurinnal, amelynek során azt állította, hogy pontatlan, és hibás elgondoláson alapul; később megváltoztatta véleményét.

## Kiadott művei
- Traité d'algèbre, ou principes généraux pour résoudre les questions de mathématique, 1690 (Értekezés az algebráról, avagy a matematikai kérdések megoldásának általános elvei)
- Démonstration d'une méthode pour résoudre les égalités de tous les degrés, 1691 (Tetszőleges fokú egyenlet egy megoldási módszerének bizonyítása)
- Méthodes pour résoudre les questions indéterminées de l'algèbre, 1699 (Módszerek az algebra határozatlan kérdéseinek megoldására)
- Remarques de M. Rolle touchant le problème général des tangentes, 1703 (M. Rolle megjegyzései az érintők általános problémájához)
- Mémoires sur l'inverse générale des tangentes proposez à l'Académie royale des sciences, 1704

## Fordítás
- Ez a szócikk részben vagy egészben  a   Michel Rolle című francia Wikipédia-szócikk ezen változatának fordításán alapul.  Az eredeti cikk szerkesztőit annak laptörténete sorolja fel. Ez a jelzés csupán a megfogalmazás eredetét és a szerzői jogokat jelzi, nem szolgál a cikkben szereplő információk forrásmegjelöléseként.